# Gerhard Friedrich (Politiker, 1948)
Gerhard Friedrich (* 10. März 1948 in Gunzenhausen) ist ein deutscher Politiker (CSU) und ehemaliger Abgeordneter des Deutschen Bundestages.

## Leben
Nach dem Besuch der Volksschule Gunzenhausen besuchte Friedrich die Oberrealschule und machte 1967 sein Abitur. Anschließend studierte er die Rechtswissenschaften an der Friedrich-Alexander-Universität Erlangen-Nürnberg. Im Jahr 1975 legte er die zweite juristische Staatsprüfung ab, drei Jahre später folgte die Promotion. Im Dezember 1975 trat er in den Staatsdienst ein und war Mitarbeiter der Presseabteilung der bayerischen Staatskanzlei, ab Dezember 1976 Leiter der Bauabteilung des Landratsamtes Nürnberg Land und ab Mai 1980 Leiter der Sozialverwaltung des Bezirks Mittelfranken. Ab dem Januar 1986 machte er sich im Beruf des Rechtsanwalts selbstständig.

## Politik
Im Jahr 1966 trat Friedrich der CSU bei. Er war viele Jahre Vorsitzender des RCDS Erlangen und Mitglied des Studentenparlaments und Studentenvertreter im Senat der Universität. Er war Kreisvorsitzender der Jungen Union im Landkreis Gunzenhausen, dann der Stadt Erlangen, Bezirksvorsitzender der Jungen Union Mittelfranken und von 1975 bis 1983 stellvertretender Landesvorsitzender der Jungen Union Bayern. Er vertrat seine Partei von 1978 bis 1987 im Stadtrat der Stadt Erlangen; dieses Amt gab er 1987 nach dem Einzug in den Deutschen Bundestag, dem er bis 2002 angehörte Wahlkreis Erlangen auf. Ab 1990 war Friedrich Vorsitzender des Arbeitskreises Innen-, Rechts- und Umweltpolitik der CSU-Landesgruppe, 1994 bis 1998 Stellvertretender Fraktionsvorsitzender, zuständig für die Arbeitsgebiete Umwelt, Bildung und Forschung. In dieser Legislaturperiode leitete er auch den Untersuchungsausschuss "Plutonium". Ab 1998 war er Sprecher der CDU/CSU-Fraktion im Ausschuss für Bildung und Forschung.

## Privat
Gerhard Friedrich lebt im Berliner Bezirk Mitte.